# Chặng đua MotoGP Bồ Đào Nha 2023
Chặng đua MotoGP Bồ Đào Nha 2023 là chặng đua đầu tiên của mùa giải đua xe MotoGP 2023. Chặng đua diễn ra từ ngày 24/03/2023 đến ngày 26/03/2023 ở trường đua Algarve, Bồ Đào Nha.
Đây là chặng đua đầu tiên tổ chức cuộc đua Sprint race MotoGP và người đã giành chiến thắng cuộc đua này là Francesco Bagnaia của đội đua Ducati Corse. Bagnaia sau đó tiếp tục thắng tiếp cuộc đua chính để vươn lên dẫn đầu bảng tổng sắp với số điểm tuyệt đối ở chặng đua đầu tiên là 37 điểm.
Chặng đua này cũng chứng kiến rất nhiều tay đua bị chấn thương nặng phải nghỉ thi đấu một vài chặng đua tiếp theo như Pol Espargaro, Enea Bastinaini, Miguel Oliveira và Marc Marquez. Riêng Marquez còn bị phạt lỗi gây tai nạn cho Oliveira.

## Kết quả phân hạng thể thức MotoGP
| Fastest session lap |

| Stt                | Số xe | Tay đua               | Xe      | Kết quả      | Kết quả  |
| Stt                | Số xe | Tay đua               | Xe      | Q1           | Q2       |
| ------------------ | ----- | --------------------- | ------- | ------------ | -------- |
| 1                  | 93    | Marc Márquez          | Honda   | 1:37.675     | 1:37.226 |
| 2                  | 1     | Francesco Bagnaia     | Ducati  | Vào thẳng Q2 | 1:37.290 |
| 3                  | 89    | Jorge Martín          | Ducati  | Vào thẳng Q2 | 1:37.454 |
| 4                  | 88    | Miguel Oliveira       | Aprilia | 1:37.849     | 1:37.521 |
| 5                  | 43    | Jack Miller           | KTM     | Vào thẳng Q2 | 1:37.549 |
| 6                  | 23    | Enea Bastianini       | Ducati  | Vào thẳng Q2 | 1:37.584 |
| 7                  | 12    | Maverick Viñales      | Aprilia | Vào thẳng Q2 | 1:37.598 |
| 8                  | 72    | Marco Bezzecchi       | Ducati  | Vào thẳng Q2 | 1:37.616 |
| 9                  | 10    | Luca Marini           | Ducati  | Vào thẳng Q2 | 1:37.622 |
| 10                 | 5     | Johann Zarco          | Ducati  | Vào thẳng Q2 | 1:37.880 |
| 11                 | 20    | Fabio Quartararo      | Yamaha  | Vào thẳng Q2 | 1:37.920 |
| 12                 | 41    | Aleix Espargaró       | Aprilia | Vào thẳng Q2 | 1:38.136 |
| 13                 | 73    | Álex Márquez          | Ducati  | 1:37.970     | N/A      |
| 14                 | 36    | Joan Mir              | Honda   | 1:38.064     | N/A      |
| 15                 | 33    | Brad Binder           | KTM     | 1:38.105     | N/A      |
| 16                 | 42    | Álex Rins             | Honda   | 1:38.133     | N/A      |
| 17                 | 21    | Franco Morbidelli     | Yamaha  | 1:38.335     | N/A      |
| 18                 | 30    | Takaaki Nakagami      | Honda   | 1:38.439     | N/A      |
| 19                 | 37    | Augusto Fernández     | KTM     | 1:38.464     | N/A      |
| 20                 | 25    | Raúl Fernández        | Aprilia | 1:38.492     | N/A      |
| 21                 | 49    | Fabio Di Giannantonio | Ducati  | 1:38.778     | N/A      |
| Kết quả chính thức |       |                       |         |              |          |

## Kết quả Sprint race
| Stt                                                      | Số xe | Tay đua               | Đội đua                      | Xe      | Lap | Kết quả        | Xuất phát | Điểm |
| -------------------------------------------------------- | ----- | --------------------- | ---------------------------- | ------- | --- | -------------- | --------- | ---- |
| 1                                                        | 1     | Francesco Bagnaia     | Ducati Lenovo Team           | Ducati  | 12  | 19:52.862      | 2         | 12   |
| 2                                                        | 89    | Jorge Martín          | Prima Pramac Racing          | Ducati  | 12  | +0.307         | 3         | 9    |
| 3                                                        | 93    | Marc Márquez          | Repsol Honda Team            | Honda   | 12  | +1.517         | 1         | 7    |
| 4                                                        | 43    | Jack Miller           | Red Bull KTM Factory Racing  | KTM     | 12  | +1.603         | 5         | 6    |
| 5                                                        | 12    | Maverick Viñales      | Aprilia Racing               | Aprilia | 12  | +1.854         | 7         | 5    |
| 6                                                        | 41    | Aleix Espargaró       | Aprilia Racing               | Aprilia | 12  | +2.106         | 12        | 4    |
| 7                                                        | 88    | Miguel Oliveira       | CryptoData RNF MotoGP Team   | Aprilia | 12  | +2.940         | 4         | 3    |
| 8                                                        | 5     | Johann Zarco          | Prima Pramac Racing          | Ducati  | 12  | +5.595         | 10        | 2    |
| 9                                                        | 73    | Álex Márquez          | Gresini Racing MotoGP        | Ducati  | 12  | +5.711         | 13        | 1    |
| 10                                                       | 20    | Fabio Quartararo      | Monster Energy Yamaha MotoGP | Yamaha  | 12  | +5.924         | 11        |      |
| 11                                                       | 25    | Raúl Fernández        | CryptoData RNF MotoGP Team   | Aprilia | 12  | +8.160         | 20        |      |
| 12                                                       | 33    | Brad Binder           | Red Bull KTM Factory Racing  | KTM     | 12  | +8.384         | 15        |      |
| 13                                                       | 42    | Álex Rins             | LCR Honda Castrol            | Honda   | 12  | +11.288        | 16        |      |
| 14                                                       | 21    | Franco Morbidelli     | Monster Energy Yamaha MotoGP | Yamaha  | 12  | +17.138        | 17        |      |
| 15                                                       | 30    | Takaaki Nakagami      | LCR Honda Idemitsu           | Honda   | 12  | +18.128        | 18        |      |
| 16                                                       | 49    | Fabio Di Giannantonio | Gresini Racing MotoGP        | Ducati  | 12  | +21.235        | 21        |      |
| Ret                                                      | 72    | Marco Bezzecchi       | Mooney VR46 Racing Team      | Ducati  | 2   | Ngã xe         | 8         |      |
| Ret                                                      | 23    | Enea Bastianini       | Ducati Lenovo Team           | Ducati  | 1   | Va chạm        | 6         |      |
| Ret                                                      | 10    | Luca Marini           | Mooney VR46 Racing Team      | Ducati  | 1   | Va chạm        | 9         |      |
| Ret                                                      | 36    | Joan Mir              | Repsol Honda Team            | Honda   | 0   | Ngã xe         | 14        |      |
| Ret                                                      | 37    | Augusto Fernández     | GasGas Factory Racing Tech3  | KTM     | 0   | Ngã xe         | 19        |      |
| DNS                                                      | 44    | Pol Espargaró         | GasGas Factory Racing Tech3  | KTM     |     | Không tham gia |           |      |
| Fastest sprint lap: Jack Miller (KTM) – 1:38.539 (lap 3) |       |                       |                              |         |     |                |           |      |
| Kết quả chính thức                                       |       |                       |                              |         |     |                |           |      |

- Pol Espargaró bị chấn thương ở phiên đua thử nên rút tên khỏi danh sách thi đấu.

## Kết quả đua chính thể thức MotoGP
| Stt                                                       | Số xe | Tay đua               | Đội đua                      | Xe      | Lap | Kết quả        | Xuất phát | Điểm |
| --------------------------------------------------------- | ----- | --------------------- | ---------------------------- | ------- | --- | -------------- | --------- | ---- |
| 1                                                         | 1     | Francesco Bagnaia     | Ducati Lenovo Team           | Ducati  | 25  | 41:25.401      | 2         | 25   |
| 2                                                         | 12    | Maverick Viñales      | Aprilia Racing               | Aprilia | 25  | +0.687         | 7         | 20   |
| 3                                                         | 72    | Marco Bezzecchi       | Mooney VR46 Racing Team      | Ducati  | 25  | +2.726         | 8         | 16   |
| 4                                                         | 5     | Johann Zarco          | Prima Pramac Racing          | Ducati  | 25  | +8.060         | 10        | 13   |
| 5                                                         | 73    | Álex Márquez          | Gresini Racing MotoGP        | Ducati  | 25  | +8.125         | 13        | 11   |
| 6                                                         | 33    | Brad Binder           | Red Bull KTM Factory Racing  | KTM     | 25  | +8.247         | 15        | 10   |
| 7                                                         | 43    | Jack Miller           | Red Bull KTM Factory Racing  | KTM     | 25  | +8.381         | 5         | 9    |
| 8                                                         | 20    | Fabio Quartararo      | Monster Energy Yamaha MotoGP | Yamaha  | 25  | +8.543         | 11        | 8    |
| 9                                                         | 41    | Aleix Espargaró       | Aprilia Racing               | Aprilia | 25  | +9.294         | 12        | 7    |
| 10                                                        | 42    | Álex Rins             | LCR Honda Castrol            | Honda   | 25  | +11.591        | 16        | 6    |
| 11                                                        | 36    | Joan Mir              | Repsol Honda Team            | Honda   | 25  | +16.992        | 14        | 5    |
| 12                                                        | 30    | Takaaki Nakagami      | LCR Honda Idemitsu           | Honda   | 25  | +17.448        | 18        | 4    |
| 13                                                        | 37    | Augusto Fernández     | GasGas Factory Racing Tech3  | KTM     | 25  | +21.723        | 19        | 3    |
| 14                                                        | 21    | Franco Morbidelli     | Monster Energy Yamaha MotoGP | Yamaha  | 25  | +27.050        | 17        | 2    |
| Ret                                                       | 25    | Raúl Fernández        | CryptoData RNF MotoGP Team   | Aprilia | 23  | Ngã xe         | 20        |      |
| Ret                                                       | 10    | Luca Marini           | Mooney VR46 Racing Team      | Ducati  | 21  | Ngã xe         | 9         |      |
| Ret                                                       | 89    | Jorge Martín          | Prima Pramac Racing          | Ducati  | 19  | Ngã xe         | 3         |      |
| Ret                                                       | 49    | Fabio Di Giannantonio | Gresini Racing MotoGP        | Ducati  | 10  | Chấn thương    | 21        |      |
| Ret                                                       | 88    | Miguel Oliveira       | CryptoData RNF MotoGP Team   | Aprilia | 2   | Va chạm        | 4         |      |
| Ret                                                       | 93    | Marc Márquez          | Repsol Honda Team            | Honda   | 2   | Va chạm        | 1         |      |
| DNS                                                       | 23    | Enea Bastianini       | Ducati Lenovo Team           | Ducati  |     | Không tham gia | 6         |      |
| DNS                                                       | 44    | Pol Espargaró         | GasGas Factory Racing Tech3  | KTM     |     | Không tham gia |           |      |
| Fastest lap: Aleix Espargaró (Aprilia) – 1:38.872 (lap 9) |       |                       |                              |         |     |                |           |      |
| Kết quả chính thức                                        |       |                       |                              |         |     |                |           |      |

- Pol Espargaró bị chấn thương ở phiên đua thử nên rút tên khỏi danh sách thi đấu
- Enea Bastianini bị chấn thương ở cuộc đua Sprint race nên không tham gia cuộc đua chính

## Bảng xếp hạng tổng sau chặng đua
| Stt | Tay đua           | Điểm |
| --- | ----------------- | ---- |
| 1   | Francesco Bagnaia | 37   |
| 2   | Maverick Viñales  | 25   |
| 3   | Marco Bezzecchi   | 16   |
| 4   | Johann Zarco      | 15   |
| 5   | Jack Miller       | 15   |

| Stt | Xưởng đua | Điểm |
| --- | --------- | ---- |
| 1   | Ducati    | 37   |
| 2   | Aprilia   | 25   |
| 3   | KTM       | 16   |
| 4   | Honda     | 13   |
| 5   | Yamaha    | 8    |

| Stt | Đội đua                     | Điểm |
| --- | --------------------------- | ---- |
| 1   | Ducati Lenovo Team          | 37   |
| 2   | Aprilia Racing              | 36   |
| 3   | Red Bull KTM Factory Racing | 25   |
| 4   | Prima Pramac Racing         | 24   |
| 5   | Mooney VR46 Racing Team     | 16   |